# Matthias Mellinghaus
Matthias Mellinghaus (Iserlohn, 10 de mayo de 1965) es un deportista alemán que compitió en remo. Participó en los Juegos Olímpicos de Seúl 1988, obteniendo una medalla de oro en la prueba de ocho con timonel.

## Palmarés internacional
| Juegos Olímpicos | Juegos Olímpicos     | Juegos Olímpicos | Juegos Olímpicos |
| Año              | Lugar                | Medalla          | Prueba           |
| ---------------- | -------------------- | ---------------- | ---------------- |
| 1988             | Seúl (Corea del Sur) | Medalla de oro   | Ocho con timonel |